# Pap Rita
Pap Rita, születési neve Varga Elvira (Budapest, 1952. augusztus 24. –) többszörös arany- és platinalemezes magyar popénekesnő, szövegíró; hivatásos táncos és koreográfus.

## Élete
Édesanyjával és édesapjával Kispesten éltek. Énektanulmányait a Magyar Rádió énekstúdiójában végezte Balassa P. Tamás tanítványaként. Hivatásos "A" kategóriás énekesnő és táncos. Klasszikus balettet tanult, többek között Jeszenszky Endre tanítványaként, számos hazai és külföldi balett- és jazz- tánckurzusokon vett részt. Kezdetben színházban, varietékben szerepelt mint énekes - táncos - koreográfus - rendező - művészeti vezető. Művésznevét férje hatására vette fel, 1986-ban. A Hét forró éjszakán című dalával előadói díjat nyert az 1988-as Interpop fesztiválon. Férje, Bodnár Attila korábban a Hit és a Modern Hungária tagja volt. Ezt követően férjével együtt készítették felvételeiket, melyek zenéit, szövegét együtt írták, majd 1992-től gyermekalbumokat is készítettek. Saját hanglemezkiadót és produceri irodát működtetnek a férjével.
1994-ben Bodnár Attilával a Magyar Televízió Táncdalfesztiválján a közönségdíjat nyerték el "Tudod, hogy az élet megy tovább" című dalukkal.
2002-ben a "Zenevarázs" című televízió-sorozat háziasszony-műsorvezetője volt, mely sorozat a Szonda Ipsos közvéleménykutató intézet országos felmérése szerint 75%-os tetszési indexet ért el.

## Diszkográfia
- 1989 – Boldog ünnepeket
- 1990 – Bolond világ
- 1991 – Egy elkésett levél
- 1992 – Egyszer élünk
- 1992 – Kuckó mackó
- 1992 – Kuckó mackó II.
- 1993 – Hápi kacsa
- 1993 – Mini Disco
- 1994 – Csovi-csovi Jasper
- 1994 – Összetartozunk
- 1995 – Csodacsacsi csodái
- Tavaszi Zsibongás
- 1996 – Boldog születésnapot!
- 1996 – Pamacs a csacska macska
- 1997 – Miss Pipi
- 1998 - Kölyökdisco
- 1999 - Suli Buli
- 2000 - Zenevarázs
- 2001 - Aranyalbum

### Válogatás lemezek
- 1992 – Best Of...
- 1995 – Pop Show
- 1996 – Bébioroszlán
- 2006 – Kuckó mackó és barátai

### DVD
- 2007 – Kuckó mackó és barátai